# GJ 1005
GJ 1005 – gwiazda w gwiazdozbiorze Wieloryba, odległa o około 16,3 roku świetlnego od Słońca.

## Charakterystyka
Jej obserwowana wielkość gwiazdowa to 11,48m, jest ona zatem za słabym obiektem, by można było ją dostrzec gołym okiem. Jest to gwiazda podwójna, jej składniki to czerwone karły należące do typu widmowego M. Składniki obiegają wspólny środek masy w okresie 1666,1 doby, średnio dzieli je odległość 0,3 sekundy kątowej, zaś mimośród orbit to 0,364.